# Соколов, Александр Александрович (российский футболист)
Александр Александрович Соколов (4 ноября 1975, Суджа, Курская область) — российский футболист, нападающий.

## Биография
Отец Александр Ефимович Соколов играл во второй лиге СССР, окончил институт имени П. Ф. Лесгафта. Соколов провёл детство в Железногорске, где занимался в местной ДЮСШ. В 1992 году поступил в Смоленский институт физкультуры. В составе студенческой сборной — победитель первенства России среди вузов. В 1995—1996 годах играл в третьей и второй лигах за курский «Авангард». На время армейской службы в 1997 году попал в ЦСК ВВС «Кристалл» Смоленск, занявший в том году 4 место в первой лиге, но провёл только три матча на Кубок России.
В 1998 году перешёл в клуб белорусской высшей лиги «Нафтан-Девон» Новополоцк. 9 мая, в своём пятом матче за клуб — в гостях против солигорского «Шахтёра» — получил тяжёлую травму: перелом двух берцовых костей со смещением. Уехал в Железногорск восстанавливаться, и в турнире на снегу получил повторный перелом малой берцовой кости. В 1999—2000 годах играл на любительском уровне за местный «Магнит». В 2001 году получил приглашение из клуба второй лиги «Салют-Энергия» Белгород. В 2003 в команду пришёл главный тренер Валерий Нененко, с которым у Соколова был конфликт ещё со времён выступления в Смоленске. Соколова, который за два предыдущих сезона забил за команду 34 гола в 74 играх, перестали ставить в состав. После первого круга Нененко был уволен, а футболист перешёл в тульский «Арсенал». После прихода в команду Бориса Стукалова Соколов перестал вписываться в игровую концепцию. Был на сборе с воронежским «Факелом», но перешёл в белорусскую «Дариду», которую возглавил Армен Адамян, игравший с Соколовым в Смоленске и Белгороде. В 2004 году в 29 матчах забил 16 мячей, в следующем году после 9 матчей уехал в израильский клуб «Хапоэль Ирони» Кирьят-Шмона. В 2006—2009 годах играл на любительском уровне за «Магнит» Железногорск — 94 игры, 45 мячей.